# STS-108
STS-108 или Полет UF-01 (от английски: Utilization Flight-1 – „експлоатационен полет“) e сто и седмата мисия на НАСА по програмата Спейс шатъл и седемнадесети полет на совалката Индевър. Това е дванадесети полет на совалка към МКС и първи планов по нейното снабдяване.

## Екипаж

### При старта

#### На совалката
| Пост                    | Астронавт                              |
| ----------------------- | -------------------------------------- |
| Командир                | Доминик Гори трети космически полет    |
| Пилот                   | Марк Кели първи космически полет       |
| Специалист на мисията 1 | Линда Годуин четвърти космически полет |
| Специалист на мисията 2 | Даниел Тани първи космически полет     |

#### Експедиция 4наМКС

##### Основен екипаж на Експедиция 4 на МКС
| Командир      | Юрий Онуфриенко (РКА) втори космически полет |
| Бординженер 1 | Даниел Бурш четвърти космически полет        |
| Бординженер 2 | Карл Уолц четвърти космически полет          |

##### Резервен екипаж на Експедиция 6 на МКС
| Командир    | Генадий Падалка |
| Бординженер | Стивън Робинсън |
| Бординженер | Едуард Финки    |

### При кацането
Екипажът при приземяването е този на совалката плюс екипажа на Експедиция 3 на МКС.

#### Експедиция 3 на МКС

##### Основен екипаж на Експедиция 5
| Командир      | Франк Кълбъртсън трети космически полет       |
| Бординженер 1 | Михаил Тюрин (РКА) първи космически полет     |
| Бординженер 2 | Владимир Дежуров (РКА) втори космически полет |

- Броят на полетите е преди и включително тази мисия.

## Полетът
Основната цел на мисия STS-100 е доставка на борда на МКС Експедиция 4 и връщане на Земята Експедиция 3 след 128-дневен полет. По време на съвместния полет астронавтите Даниел Тани и Линда Годуин извършват излизане в открития космос за монтаж на топлоизолация на слънчевите батерии на ферма П6 (P6). В товарния отсек на совалката се намира и модулът „Рафаело“ – вторият (от три) многофункционален модул за материално-техническо снабдяване на станцията (MPLM, от английски: Multi-Purpose Logistics Module). Модулите са предназначени за транспортиране на товари до Международната космическа станция, и обратно с отработени материали за Земята. Модулът е предоставен на НАСА от Италианската космическа агенция (АSI). Влиза в състава на американския сегмент на МКС и е собственост на САЩ. Това е вторият негов полет и е натоварен с около 3 тона оборудване и консумативи, предназначени за станцията. В обратна посока модулът е натоварен с отработени материали, отпадъци и резултати от експерименти за Земята.

## Факти
- След откачването совалката не прави обичайната след всеки полет обиколка около МКС, а е „скрита“ зад станцията за по-голяма безопасност от преминаващ в близост до тях „космически боклук“;
- По време на полета е „пуснат“ за 8-месечен полет спътника „STARSHINE 2“. Той ще бъде „следен“ от повече от 30 000 ученици от 660 училища в 26 страни. Студентите, които помагат за полировката на неговите 845 огледала ще използват информацията, която събират учениците за изчисляване плътността на горните слоеве на атмосферата на Земята.

## Параметри на мисията
- Маса на совалката при старта: 116 609 кг
- Маса на совалката при приземяването: 91 016 кг
- Маса на полезния товар: 4082 кг
- Перигей: 353 км
- Апогей: 377 км
- Инклинация: 51,6°
- Орбитален период: 92.0 мин

Скачване с „МКС“
- Скачване: 7 декември 2001, 20:03:29 UTC
- Разделяне: 15 декември 2001, 17:28:00 UTC
- Време в скачено състояние: 7 денонощия, 21 часа, 24 минути, 31 секунди.

### Космически разходки
| № | Участници                  | Начало                     | Край                       | Продължителност  |
| - | -------------------------- | -------------------------- | -------------------------- | ---------------- |
| 1 | Линда Годуин и Даниел Тани | 10 декември 2001 17:52 UTC | 10 декември 2001 22:04 UTC | 4 часа 12 минути |

## Галерия
- Совалката „Индевър“ излита от КЦ „Кенеди“, 5 декември 2001 г.
- Космическата разходка.
- Приземяването на совалката